# Mirra Alfassa
Mirra Alfassa (París, 21 de febrero de 1878-Pondicherry, 17 de noviembre de 1973), conocida como la Madre, fue la compañera espiritual de Sri Aurobindo.

## Los primeros años
Mirra Alfassa nació en París el 21 de febrero de 1878, hija de Maurice Alfassa, turco, y de Mathilde Ismalaun, egipcia. En un ambiente familiar más bien pragmático y ateo, Mirra desde muy pequeña comienza a tener diversas experiencias interiores.
El 13 de octubre de 1897, a la edad de 19 años, contrae matrimonio con Henri Morisset, pintor impresionista con taller en París por lo que Mirra vivirá en los años siguientes el mundo artístico e intelectual del París de principios de siglo. Su hijo André nació el 23 de agosto de 1898.
En 1903 comienza a colaborar en la edición francesa de “La Revista Cósmica” que dirige Max Theon, famoso ocultista, al que acompañará a Tlemcem (Argelia) entre 1905 y 1906. Siendo Alma, esposa de Theon, una notable médium, será para Mirra una época de experiencias ocultistas así como de explicación de su significado.
En 1908 se divorcia de Henri Morisset y dos años más tarde, en 1910, contrae nuevo matrimonio con Paul Richard, abogado, intelectual y político, al que acompañará a Pondicherry (India) el año 1914, con motivo de la celebración de elecciones generales en Francia, al ser Pondicherry capital de las colonias francesas en la India y por tanto distrito electoral. En Pondicherry conocerá a Sri Aurobindo, permaneciendo un año en esa ciudad. Regresa a Europa y en el año 1916 parte hacia Japón donde vivirá durante cuatro años, regresando a Pondicherry definitivamente el 24 de abril de 1920.

## En el áshram de Pondicherry
Cuando en 1926 Sri Aurobindo se retira de la vida pública, Mirra -a la que todos empiezan a conocer como "La Madre"- queda al cuidado del áshram fundado por este en Pondicherry, que ella terminará de organizar. A lo largo de cerca de cincuenta años continuará al frente del āshram, dedicándose al cuidado y organización materiales y espirituales de sus componentes. Funda la “Escuela Internacional de Educación”, que infunde una nueva orientación al sistema educativo. Durante la Segunda Guerra Mundial compartió con Sri Aurobindo el decidido apoyo a la causa aliada.
Tras el fallecimiento de Sri Aurobindo en 1950, La Madre se hizo cargo en solitario de la dirección y organización del áshram - que llegó a alojar a más de 2.000 personas - hasta el momento de su muerte el 17 de noviembre de 1973.

## Obra escrita
La Madre pertenece más bien a una cultura oral y en consecuencia la mayor parte de su obra consiste en recopilaciones de conversaciones mantenidas con sus discípulos a lo largo de la vida cotidiana en el áshram. Escapan a este esquema dos obras: El conocimiento supremo y Plegarias y meditaciones, diario escrito por La Madre entre noviembre de 1912 y octubre de 1937.
Las actividades que se desarrollan en el áshram bajo su iniciativa son diversas: imparte clases de francés a los niños, al mismo tiempo que les explica los fundamentos del yoga integral, dando lugar a una recopilación titulada Conversaciones. Así mismo La Madre acostumbraba a dar flores a los discípulos, otorgando a cada una de ellas un significado espiritual que posteriormente ha dado lugar a la recopilación titulada Las flores y sus mensajes. Destaca entre estas recopilaciones o transcripciones La agenda, conjunto de trece tomos que recogen las conversaciones mantenidas con su discípulo Satprem.

## Auroville
Entre los proyectos llevados a cabo por La Madre, cabe destacar la ciudad-laboratorio de Auroville, fundada en 1968, cuya experiencia se sigue desarrollando en la actualidad.

## Discípulos
La experiencia de la relación de La Madre con sus discípulos ha quedado reseñada en diversos escritos, a veces en forma de diarios personales, entre los que pueden citarse: “En este mismo terreno”, biografía de Nata; “Attempt”(Intento), biografía de su discípulo norteamericano Auroarindam; “La Agenda”, ya citada, de Satprem. Este último es autor de varios libros relacionados con el yoga de Sri Aurobindo y de La Madre entre los que destaca “La aventura de la consciencia”.